# Châu Lâm Lâm
Châu Lâm Lâm (Hán tự: 邹琳琳/鄒琳琳; bính âm: Zou Linlin) là một cựu diễn viên Đài Loan. Cô được khán giả Việt Nam biết đến qua các vai diễn trong Bao Thanh Thiên (1993), Hồng lâu mộng (1996), Thi công kỳ án (1997), Dòng sông ly biệt (1986), Bên dòng nước (1988).
Hiện nay Châu Lâm Lâm đã giải nghệ và không còn tham gia các hoạt động liên quan tới giải trí.

## Các phim đã tham gia

### Truyền hình
| Kênh phát sóng | Năm  | Tên phim                                      | Tên phần phim                                                                      | Tên vai diễn                       | Đạo diễn             | Ghi chú |
| -------------- | ---- | --------------------------------------------- | ---------------------------------------------------------------------------------- | ---------------------------------- | -------------------- | ------- |
| Hoa thị        | 1999 | Thổ địa công truyền kỳ 土地公傳奇             | Du ma thái tử 油麻菜籽                                                             | Trịnh Văn Tú                       |                      |         |
| Hoa thị        | 1999 | Thổ địa công truyền kỳ 土地公傳奇             | Phúc tinh cao chiếu 福星高照                                                       | Điền Anh Thục                      |                      |         |
| Hoa thị        | 1998 | Thổ địa công truyền kỳ 土地公傳奇             | Tử mẫu tuyến 子母線                                                                | Phạm thê                           |                      |         |
| Đài thị        | 1998 | Bố đại hòa thượng 布袋和尚                    | Nhị độ mai 二度梅                                                                  | Trần Hạnh Nguyên                   |                      |         |
| Đài thị        | 1998 | Bố đại hòa thượng 布袋和尚                    | Thiên lý tầm mẫu 千里尋母                                                          | Ngọc Nương                         |                      |         |
| Hoa thị        | 1998 | Thi công kỳ án 施公奇案                       | Khuyển phụ long tử 犬父龍子                                                        | A Tú                               |                      |         |
| Hoa thị        | 1998 | Thi công kỳ án 施公奇案                       | Hựu kiến Long Nhi 又見龍兒                                                         | Ngô Ngọc Mai                       |                      |         |
| Hoa thị        | 1998 | Thi công kỳ án 施公奇案                       | Nhật nguyệt song bích 日月雙璧                                                     |                                    |                      |         |
| Hoa thị        | 1998 | Thi công kỳ án 施公奇案                       | Thiên luân mộng giác 天倫夢覺                                                      | Lý Tường Vi                        |                      |         |
| Hoa thị        | 1997 | Thi công kỳ án 施公奇案                       | Hà Đông sư hống 河東獅吼                                                           | Tiêu Ngọc Long                     |                      |         |
| Hoa thị        | 1997 | Thi công kỳ án 施公奇案                       | Khảo trường quái đàm 考場怪譚                                                      | Tả Ôn Lương                        |                      |         |
| Hoa thị        | 1997 | Thi công kỳ án 施公奇案                       | Thiên nhược hữu tình 天若有情                                                      | Thiết diện la sát (Trương Quế Lan) |                      |         |
| Hoa thị        | 1997 | Báo cáo sư phụ 報告師父                       |                                                                                    | Liễu Tố Vân                        |                      |         |
| Trung thị      | 1997 | Bố đại hòa thượng 布袋和尚                    |                                                                                    | Liên Hoa                           |                      |         |
| Hoa thị        | 1996 | Hồng lâu mộng 紅樓夢                          |                                                                                    | Tiết Bảo Thoa                      |                      |         |
| Hoa thị        | 1995 | Tỉnh thế tức phụ (Mẹ chồng tôi) 醒世媳婦      |                                                                                    | Thúy Liên                          |                      |         |
| Hoa thị        | 1993 | Bao Thanh Thiên 包青天                        | Họa trung thoại (Lời trong tranh) 畫中話                                           | Ngô Trung Di                       | Lưu Lập Lập          |         |
| Hoa thị        | 1993 | Bao Thanh Thiên 包青天                        | Địch Thanh 狄青                                                                    | Hà Kim Liên, Hoắc Thiên Nhạn       | Trần Liệt, Hầu Bá Uy |         |
| Hoa thị        | 1993 | Bao Thanh Thiên 包青天                        | Chân giả nữ tế (Rể thật rể giả) 真假女婿                                           | Hoàng Xảo Ngọc                     | Hầu Bá Uy            |         |
| Hoa thị        | 1993 | Bao Thanh Thiên 包青天                        | Loan sinh kiếp (Anh em sinh đôi) 孿生劫                                            | Tiểu Hỷ                            | Trần Tuấn Lương      |         |
| Hoa thị        | 1991 | Kinh điển kịch trường 經典劇場                | Sàng biên ái tình cố sự hệ liệt - Tha hoà tha đích ái 床邊愛情故事系列-他和她的愛  |                                    |                      |         |
| Hoa thị        | 1991 | Bằng hữu hảo cửu bất kiến 朋友好久不見        |                                                                                    | Phùng Nhất Hoa                     |                      |         |
| Hoa thị        | 1990 | Hoa thị kịch triển 華視劇展                   | Tiểu thị dân đích thiên không hệ liệt - Đẳng đãi lê minh 小市民的天空系列-等待黎明 | Ngô Tiểu Thiến                     |                      |         |
| Hoa thị        | 1990 | Manh điểm<盲點>                               |                                                                                    |                                    |                      |         |
| Hoa thị        | 1990 | Đại binh nhật ký 大兵日記                     |                                                                                    | Mạnh Tiểu Phàm                     |                      |         |
| Hoa thị        | 1989 | Hoa thị kịch triển 華視劇展                   | Địa ngục vô môn 地獄無門                                                           |                                    |                      |         |
| Hoa thị        | 1988 | Tại thủy nhất phương (Bên dòng nước) 在水一方 |                                                                                    | Dương Mạn Linh                     | Lưu Lập Lập          |         |
| Hoa thị        | 1987 | Tiểu nhân vật lập đại công 小人物立大功       |                                                                                    | Cổ Đình Đình                       |                      |         |
| Hoa thị        | 1987 | Phong tiêu tiêu 風蕭蕭                        |                                                                                    | A Mỹ                               |                      |         |
| Hoa thị        | 1987 | Lưỡng đại tình 兩代情                         |                                                                                    | Phó Ức My                          |                      |         |
| Hoa thị        | 1987 | Đại tiểu tế công 大小濟公                     |                                                                                    |                                    |                      |         |
| Hoa thị        | 1986 | Kim cương chiến thần 金剛戰神                 |                                                                                    | Nha Nha                            |                      |         |
| Hoa thị        | 1986 | Yên vũ mông mông (Dòng sông ly biệt) 煙雨濛濛 |                                                                                    | Lục Mộng Bình                      | Lưu Lập Lập          |         |
| Hoa thị        | 1986 | Tân tây la thất kiếm 新西螺七劍               |                                                                                    | Thái Phụng                         |                      |         |
| Hoa thị        | 1985 | Phi hoa trục nguyệt 飛花逐月                  |                                                                                    | Anh Anh quận chúa (Châu Anh Anh)   |                      |         |
| Hoa thị        | 1985 | Nhân duyên lộ 姻緣路                          |                                                                                    | Thái Âm (Nguyệt Ni)                |                      |         |
| Hoa thị        | 1985 | Lưu tinh hãn nguyệt 流星趕月                  |                                                                                    | Thủy Tiên                          |                      |         |
| Hoa thị        | 1985 | Nhất đại giai nhân 一代佳人                   |                                                                                    | Địch Nhân                          |                      |         |
| Hoa thị        | 1984 | Bích hải thanh thiên 碧海青天                 |                                                                                    | Liên Thành công chúa               |                      |         |
| Hoa thị        | 1984 | Hoa thị kịch triển 華視劇展                   | Thiên tài 天才                                                                     |                                    |                      |         |
| Hoa thị        | 1984 | Đại hiệp trầm thắng y 大俠沈勝衣              | Phong lôi dẫn 風雷引                                                               | Thượng Quan Phụng                  |                      |         |
| Hoa thị        | 1983 | Yên vũ Giang Nam 煙雨江南                     |                                                                                    | Linh Nhi                           |                      |         |

### Điện ảnh
| Năm  | Tên phim                      | Tên nhân vật    | Đạo diễn         | Ghi chú |
| ---- | ----------------------------- | --------------- | ---------------- | ------- |
| 1990 | Hựu kiến thao trường 又見操場 | Nhan Ngọc Phụng | Kim Ngao Huân    |         |
| 1990 | Kim mã đại binh 金馬大兵      |                 | Kim Ngao Huân    |         |
| 1989 | Mãnh quỷ sơn phần 猛鬼山墳    |                 | Y Lôi            |         |
| 1989 | Trầm để ngạc 沉底鱷           |                 | Chương Quốc Minh |         |
| 1989 | Phong vũ thao trường 風雨操場 | Nhan Ngọc Phụng | Kim Ngao Huân    |         |
| 1985 | Điển thê 典妻                 |                 | Vương Cúc Kim    |         |

## Đời tư
Năm 2000, Châu Lâm Lâm tạm ngừng sự nghiệp diễn xuất để xây dựng gia đình. Cô sinh con trai đầu lòng vào tháng 12/2000. Hiện nay, cả gia đình cô đang định cư ở San Francisco, Mỹ.